# Trương Nhất Minh
Trương Nhất Minh (tiếng Trung: 张一鸣, Zhang Yiming) là một doanh nhân Internet nổi tiếng sinh tháng 4 năm 1983 ở Trung Quốc. Ông thành lập ByteDance vào năm 2012 và phát triển công cụ tổng hợp tin tức Toutiao và nền tảng chia sẻ video TikTok (Douyin).
Tính đến năm 2019, với hơn 1 tỷ người dùng hàng tháng, ByteDance được định giá 75 tỷ USD, khiến nó trở thành startup có giá trị nhất thế giới. 
Tài sản cá nhân của Trương ước tính khoảng 13 tỷ USD, khiến anh trở thành người giàu thứ 9 ở Trung Quốc.

## Cuộc sống và sự nghiệp
Trương là một doanh nhân khét tiếng tại Trung Quốc sinh vào tháng 4 năm 1983. Năm 2001, anh vào Đại học Nam Khai ở Thiên Tân, nơi anh học chuyên ngành vi điện tử trước khi đổi sang ngành công nghệ phần mềm, và tốt nghiệp năm 2005. Anh gặp vợ tại trường đại học.
- Vào tháng 2 năm 2006, Trương trở thành nhân viên thứ năm và là kỹ sư đầu tiên tại trang web du lịch Kuxun và được thăng chức giám đốc kỹ thuật một năm sau đó.
- Năm 2008, Trương rời Kuxun để làm việc cho Microsoft, nhưng cảm thấy ngột ngạt bởi các quy tắc của công ty. Anh sớm rời Microsoft để tham gia vào công ty khởi nghiệp Phạn Phủ (饭否), cuối cùng đã thất bại.  Năm 2009, khi Kuxun sắp được Expedia mua lại, Trương đã tiếp quản công việc tìm kiếm bất động sản của Kuxun và bắt đầu với trang 99fang.com (九九房), công ty đầu tiên của ông.
- Năm 2011, Trương nhận thấy sự chuyển đổi người dùng từ máy tính sang điện thoại thông minh. Ông đã thuê một người quản lý chuyên nghiệp để tiếp quản vị trí CEO của 99fang.com, và rời công ty để bắt đầu ByteDance vào năm 2012. Trương Nhất Minh nghĩ rằng người dùng điện thoại thông minh Trung Quốc đang vật lộn để tìm kiếm thông tin trong các ứng dụng di động có sẵn vào năm 2012 và gã khổng lồ tìm kiếm Yahoo đã trộn lẫn kết quả tìm kiếm với quảng cáo không được tiết lộ. Tầm nhìn của ông là đẩy nội dung có liên quan đến người dùng bằng các khuyến nghị được tạo bởi trí tuệ nhân tạo.

Tuy nhiên, tầm nhìn này không được chia sẻ bởi hầu hết các nhà đầu tư mạo hiểm và ông đã không đảm bảo được nguồn tài trợ cho đến khi Tập đoàn Quốc tế Susquehanna đồng ý đầu tư vào startup.
- Vào tháng 8 năm 2012, ByteDance đã ra mắt ứng dụng tin tức Toutiao và trong vòng hai năm đã thu hút hơn 13 triệu người dùng hàng ngày.  Sequoia Capital, đã từ chối Trương lần đầu tiên, đã xuất hiện và dẫn đầu khoản đầu tư 100 triệu đô la Mỹ vào công ty vào năm 2014.
- Vào tháng 9 năm 2016, ByteDance đã ra mắt ứng dụng chia sẻ video TikTok (được biết đến với tên Douyin ở Trung Quốc) với một chút phô trương. Sản phẩm đã thành công ngay lập tức với thế hệ trẻ và trở nên phổ biến trên toàn thế giới. ByteDance đã mua Musical.ly một năm sau đó với giá 800 triệu USD và tích hợp nó vào TikTok. Ứng dụng đầu tiên của ByteDance, Neihan Duanzi, đã bị Cơ quan Phát thanh và Truyền hình Quốc gia đóng cửa vào năm 2018.

Đáp lại, Trương đã đưa ra một lời xin lỗi nói rằng ứng dụng này "không phù hợp với các giá trị cốt lõi xã hội chủ nghĩa", rằng nó đã thực thi không tốt tư tưởng Tập Cận Bình, và hứa rằng ByteDance sẽ "tăng cường hợp tác hơn nữa" với Đảng Cộng sản Trung Quốc cầm quyền để thúc đẩy tốt hơn các chính sách của mình.
- Tính đến cuối năm 2018, với hơn 1 tỷ người dùng hàng tháng trên các ứng dụng di động của mình, ByteDance được định giá 75 tỷ USD, vượt qua Uber để trở thành công ty khởi nghiệp có giá trị nhất thế giới. Tài sản cá nhân của Trương Nhất Minh được ước tính khoảng 13 tỷ USD, khiến anh trở thành người giàu thứ 9 ở Trung Quốc.

## Khen thưởng
- Trương Nhất Minh đã được Forbes nêu tên trong danh sách China 30 Under 30 của Trung Quốc.
- Năm 2018, anh được đưa vào danh sách 40 Under 40 của tạp chí Fortune.